# Aleksei Jahhimovitš
Aleksei Jahhimovitš (* 30. März 1990 in Narva, Kreis Ida-Viru) ist ein estnischer ehemaliger Fußballspieler, der Junioren-Nationalspieler war und zum Futsal wechselte.

## Karriere

### Verein
Aleksei Jahhimovitš begann seine Karriere beim JK Kalev Sillamäe an der Nordküste Estlands. Im Jahr 2006 kam er im Alter von 16 Jahren zu seinem Debüt bei Sillamäe im Drittliga Spiel gegen den Jõhvi JK Orbiit. Mit der Mannschaft schaffte er zwei Aufstiege in Folge, von der II Liiga über die Esiliiga bis zur Meistriliiga. Im Jahr 2009 verließ er Kalev Sillamäe und wechselte zum JK Tulevik Viljandi. Dort wurde er am Saisonende Tabellensechster, und sein ehemaliger Verein aus Sillamäe Vizemeister hinter dem FC Levadia Tallinn. Bereits nach einem Jahr ging er zum FC Flora Tallinn aus der Estnischen Landeshauptstadt. Beim Rekordmeister gewann Jahhimovitš neben zwei Meistertiteln, den Pokal sowie Supercup. 2014 wurde er wegen Wettbetrugs für mehrere Monate gesperrt; er kehrte nur noch für ein Jahr bei Trans Narva ins Profilager zurück und wandte sich dem Futsal-Spielen zu.

### Nationalmannschaft
Für Estland kam Jahhimovitš seit 2008 zum Einsatz. Das erste Spiel überhaupt für sein Heimatland machte er im April 2008 gegen Dänemarks U-19. In der nächsten Altersklasse, der U-21 debütierte er gegen Finnland im Februar 2009, nachdem er für Igor Morozov ins Spiel kam. Weitere Einsätze folgten in der Qualifikation zur Europameisterschaft 2011, sowie die Qualifikation für Israel 2013.

## Erfolge
- Aufstieg in die Esiliiga: 2006
- Aufstieg in die Meistriliiga: 2007
- Estnischer Meister:  2010, 2011, 2014
- Estnischer Fußballpokal: 2011
- Estnischer Supercup: 2011, 2012, 2013